# Gerd Cintl
Gerd Cintl (født 11. december 1938 i Düsseldorf, død 26. december 2017 smst.) var en tysk roer og olympisk guldvinder.
Cintl roede for RC Germania Düsseldorf. I 1958 vandt han sammen med Horst Effertz det vesttyske mesterskab i toer uden styrmand, og de to vandt desuden sammen med styrmand Michael Obst mesterskabet i toer med styrmand. Effertz og Cintl vandt desuden EM-sølv samme år i . Året efter kom alle de tre nævnte med i en firer med styrmand, der også blev vesttyske mestre og desuden blev europamestre.
Ved OL 1960 i Rom stillede tyskerne op med Klaus Riekemann, Jürgen Litz samt Effertz, Cintl og Obst i fireren med styrmand som favoritter, idet forskellige tyske sammensætninger i bådtypen havde domineret EM siden forrige OL. I indledende heat vandt de da også planmæssigt og var med ny olympisk rekord mere end fem sekunder hurtigere end næstbedste båd. De vandt også semifinalen sikkert, og finalen vandt de ligeledes sikkert med et forspring på to et halvt sekund til Frankrig på andenpladsen, mens Italien blev nummer tre.
For EM-guldet i 1959 og OL-guldet i 1960 modtog Cintl Vesttysklands fineste sportshæder, Silbernes Lorbeerblatt, begge årene.

## OL-medaljer
- 1960:  Guld i firer med styrmand